# Iljušin Il-4
Iljušin Il-4 (Илью́шин Ил-4, NATO oznaka: "Bob") je bil sovjetski dvomotorni bombnik, ki so ga uporabljale Sovjetske letalske sile (VVS) v 2. svetovni vojni. Il-4 je zasnovan na podlagi DB-3, novo predelano letalo je sprva dobilo oznako DB-3F (Forsirovani - "ojačani" DB-3). Spremenili so krilo, podaljšali trup, uporabili duralaminij namesto jeklenih cevi, povečali količino goriva in uvedli druge izboljšave. 
Razmišljali so tudi o uporabi dizelskega motorja, vendar je bil le-ta preveč nezanesljiv. 
Zgradili so okrog 5200 Il-4.

## Specifikacije (Il-4)
Podatki iz From DB-3 To Il-4...The Soviet Long-Range Bomber
Splošne značilnosti
- Posadka: 4 (pilot, bombardir/navigator, 2 operaterja strojnic)
- Dolžina: 14,76 m (48 ft 5 in)
- Razpon kril: 21,44 m (70 ft 4 in)
- Površina kril: 66,70 m2 (718,0 sq ft)
- Teža praznega letala: 5.800 kg (12.787 lb)
- Maks. vzletna teža: 9.470 kg (20.878 lb)
- Pogon letala: 2 × Tumanski M-88B 14-valjni zračnohlajeni bencinski zvezdasti motor, 820 kW (1.100 hp)  vsak

Zmogljivost
- Maks. hitrost: 410 km/h (255 mph; 221 kn) na 6.500 m (21.325 ft)
- Doseg: 3.800 km (2.361 mi; 2.052 nmi) (z maks. notranjim gorivom), 2.600 km (1.404 nmi; 1.616 mi) z 1.000 kg (2.200 lb) bomb
- Višina leta: 8.700 m (28.543 ft)
- Čas do višine: 13,6 min do 5.000 m (16.404 ft)

Oborožitev

- Strelno orožje: * 2 × 7,62 mm ŠKAS strojnica
- 1 × 12,7 mm UBT strojnica v hrbtnem delu
- Rakete: 2 × BETAB-750DS 305 mm rakete[2]
- Izstrelki: 1 × 940 kg (2.100 lb) Tip 45-36 torpedo
- Bombe: Do 2.700 kg (6.000 lb) bomb